# Морская полиция: Гавайи
Морская полиция: Гавайи (гав. NCIS: Hawaiʻi) — это американский криминальный драматический телесериал, который дебютировал на канале CBS в телевизионном сезоне 2021-22 годов. Это спин-офф продолжительного сериала Морская полиция: Спецотдел, и это будет четвёртый сериал по франшизе NCIS. В марте 2022 года сериал был продлен на второй сезон.
Премьера третьего сезона телесериала состоялась 12 февраля 2024 года.
26 апреля 2024 года сериал был отменен после трех сезонов, что сделало его третьим сериалом во франшизе «Морская полиция» , завершившимся после «Морская полиция: Лос-Анджелес» и «Морская полиция: Новый Орлеан» ; на сегодняшний день это самый недолговечный сериал франшизы.CBS объяснил, что причиной такого решения стали финансовые затраты, рейтинги шоу и состав телешоу сети на 2024-2025 годы.
Третий сезон  NCIS: Hawaiʻi занял 16-е место со средним количеством зрителей 7,78 миллиона.

## Посылка сюжета
Сюжет сериала будет строиться вокруг NCIS: Pearl — вымышленной команды Службы криминальных расследований ВМС США.
В центре сюжета — первая женщина-специальный агент (SAC), возглавляющая Морскую полицию Перл-Харбора, и её команда, которая отвечает за безопасность острова, расследуя преступления с высокими ставками, связанные с участием военных, национальной безопасностью и тайнами самого райского острова, залитого солнцем. Сама Теннант кроме того, что первая женщина-босс в морской полиции Перл-Харбора, курирующая 40 агентов, также разведённая мама, присматривающая за двумя детьми, исполняет свой служебный долг перед страной и пытается вести обычную жизнь. Команда NCIS: Hawai’i — это опытный состав из переселенцев с материка, перебравшихся к безмятежности Тихого океана, и искушенных местных жителей, которые знают их «махало» с «капу».

## Актёрский состав

### Основной
- Ванесса Лаше́ — Джейн Теннант: Глава офиса ответственный оперативный агент (Special Agent in charge (SAC)), первая женщина-спецагент, во главе команды NCIS: Pearl.[9]
- Ясмин Аль-Бустами[англ.] — Люси Тара: младший полевой агент NCIS: Pearl.[9][10]
- Джейсон Антун[англ.] — Эрни Малик: специалист по киберразведке NCIS: Pearl.[9]
- Ноа Миллс — Джесси Бун, доверенное лицо Теннант и её заместитель, Бун бывший детектив отдела убийств в Вашингтоне, округ Колумбия, который хорошо знает пешеходные маршруты острова.[11]
- Тори Андерсон — амбициозная Кэйт Уистлер, специальный агент РУМО.[12]
- Алекс Таррант[англ.] — Кай Холман: новый агент команды NCIS: Pearl, который недавно вернулся домой, чтобы заботиться о своем отце.[10][13]
- Киан Талан — Алекс Теннант: старший ребёнок Джейн Теннант.[10][12]

### Повторяющийся
- Энвер Джокай (Гьокай) — Джо Милиус: высокопоставленный офицер ВМС и заместитель начальника штаба командующего Тихоокеанским флотом.[13]
- Махина Наполеон — Джулия Теннант: младший ребёнок Джейн Теннант.
- Джули Уайт — Мэгги Шоу: наставник и друг Джейн.
- Энтони Руйвивар — Даниель Теннант, бывший муж Джейн.
- Шариф Аткинс — Норман «Бум-Бум» Гейтс: специалист по взрывному делу.
- Шона Кофоуд — Карла Чейз: судмедэксперт морской полиции.

## Гостевой состав
- Элиса Эллепач — агент Службы охраны природы Мелани Доус.
- Генри Иан Кьюсик — Джон Свифт специальный уполномоченный агент по надзору (SAC), член команды  OSP.

### Известные гости
- Беула Коале — Дэвид Сола: специалист новозеландской разведки.[14]
- Кейт Кобб — Дженни Алика, шеф-повар и совладелец популярного ресторана «Ho’olua».
- Мозес Гудз — Уолли Холман, отец Кая, владелец и шеф-повар собственной закусочной.

### Специальный приглашенный гость 3 сезона
- Дже́ймс То́дд Сми́т aka LL Cool J — бывший морской котик, старший полевой агент (SFA), заместитель начальника полевой команды в OSP в Лос-Анджелесе.

### Кроссовер-персонажи
- Уилмер Вальдеррама — Николас Торрес, специальный агент морской полиции (SA), и персонаж-кроссовер из Морская полиция: Спецотдел.19 сезон.[15],Морская полиция: Спецотдел.20 сезон.[16]
- Катрина Ло — Джессика Найт, специальный агент морской полиции (SA), и персонаж-кроссовер из Морская полиция: Спецотдел.19 сезон.[15],Морская полиция: Спецотдел.20 сезон.[16]
- Диона Ризоновер — Кэйси Хайнс, криминалист, судмедэксперт морской полиции и персонаж-кроссовер из Морская полиция: Спецотдел.19 сезон[17][18],Морская полиция: Спецотдел.20 сезон.[16]
- Гэри Коул — Олден Паркер, специальный агент NCIS по надзору (SSA) группы реагирования на серьёзные дела (MCRT), и персонаж-кроссовер из Морская полиция: Спецотдел.19 сезон,[17][18]Морская полиция: Спецотдел.20 сезон.[16]
- О’Доннелл — Гриша «Джи» Каллен, специальный агент NCIS по надзору (SSA) отдела специальных расследований Морпола в Лос-Анджелеса. Персонаж-кроссовер из Морская полиция: Лос-Анджелес[16]
- Дже́ймс То́дд Сми́т aka LL Cool J — Сэм Ханна, старший полевой агент (SFA), второй в команде, и персонаж-кроссовер из Морская полиция: Лос-Анджелес.[16]
- Брайан Дитцен — доктор Джимми Палмер, главный судмедэксперт спецотдела морской полиции в Вашингтоне, персонаж-кроссовер из Морская полиция: Спецотдел.20 сезон.[16]

## Список серий
| Сезон | Серии | Серии | Даты показа       | Даты показа     |
| Сезон | Серии | Серии | Первая серия      | Последняя серия |
| ----- | ----- | ----- | ----------------- | --------------- |
| 1     | 22    | 22    | сентябрь 20, 2021 | май 23, 2022    |
| 2     | 22    | 22    | сентябрь 19, 2022 | май 22, 2023    |
| 3     | 14    | 14    | февраль 12, 2024  | май 6, 2024     |

### Сезон 1 (2021—2022)
| № общий | № в сезоне | Название                          | Режиссёр          | Автор сценария                         | Дата премьеры    | Произв. код | Зрители США (млн) |
| --- | ---------- | --------------------------------- | ----------------- | -------------------------------------- | ---------------- | ----------- | ----------------- |
| 1 | 1          | «Pilot» «Пилот»                   | Ларри Тэнг        | Мэтт Босак & Кристофер Силбер & Ян Нэш | 20 сентября 2020 | HAW101      | 6.59              |
| На гавайском острове Оаху терпит крушение экспериментальный самолёт военно-морского флота. Несмотря на то, что официальной версией хотят признать несчастный случай из-за плохого самочувствия пилота, местный отдел морской полиции под командованием специального агента Джейн Теннант берётся за расследование. Вскоре выясняется, что в крови пилота был декстроамфетамин, сильный наркотик-психостимулятор, а позднее в лесу. в разбитом внедорожнике, находят мёртвое тело девушки, с которой у пилота были отношения. Расследование постепенно выводит на возможный шпионаж в пользу других стран. На почве доступа к секретным данным у агента Люси Тара происходит конфликт с агентом ЦРУ Кейт Уистлер, с которой у неё тайный роман. В отдел приходит новичок по имени Кай, который по традиции должен угостить своих новых коллег, а Джейн знакомится с капитаном Миллисом, к которому начинает чувствовать взаимную симпатию. |            |                                   |                   |                                        |                  |             |                   |
| 2 | 2          | «Boom» «Взрыв»                    | Ларри Тэнг        | Кристофер Силбер & Ян Нэш              | 27 сентября 2021 | HAW102      | 5.54              |
| Неизвестные подрывают и грабят броневик, в котором перевозили деньги для тайского правительства. В процессе гибнет один из водителей транспорта, а второй тут же попадает под подозрение. Через некоторое время кто-то по той же схеме грабит банк. Консультация с экспертом по взрывом проясняет, что в обоих случаях была использована крайне нестабильная взрывчатка времён Второй мировой. Морская полиция выслеживает отъявленную команду международных грабителей. Команда Теннант должна поймать преступников прежде, чем они завершат своё последнее большое дело и исчезнут. Кроме того, Кай ищет новое место для проживания для себя и своего пса, не желая возвращаться в дом своего отца. Люси и Уистлер конфликтуют из-за их предыдущей встречи, а миссия компьютерного специалиста Эрни "в поле" более тревожна, чем он ожидал. |            |                                   |                   |                                        |                  |             |                   |
| 3 | 3          | «Recruiter» «Вербовщик»           | Рубен Гарсия      | Мэтт Босак & Ялун Ту                   | 4 октября 2021   | HAW103      | 5.54              |
| Петти-офицер, который пытается помочь сбившимся с пути трудным подросткам обрести новый путь в морской пехоте, убит в своей машине. Убийца пытался замаскировать преступление под обычное ограбление. Кай работает под прикрытием с одной из старейших банд серферов на Гавайях, ненавидящих хаоле. Команда Теннант вышла на преступника, и личность убийцы оказалась неожиданной. Эпизод заканчивается торжественным посвящением подростков в морпехи. |            |                                   |                   |                                        |                  |             |                   |
| 5 | 4          | «Paniolo» «Паниоло»               | Ларри Тэнг        | Ноа Ивслин                             | 11 октября 2021  | HAW104      | 5.29              |
| Мастер-сержант Калео Уитман, из семьи паниоло (гавайских ковбоев), был тяжело ранен в живот во время прогулки на лошади. Агенты морской полиции подозревают, что он не всё сообщил при допросе, а вскоре выясняется, что сын Калео и он сам внезапно исчезли. Расследование приводит команду к производству наркотиков для последующего их распространения школьниками. Джейн и её группа должны заслужить доверие сообщества паниоло, чтобы помочь найти виновных и защитить их жизни. тем временем, Кай пытается убедить своего упрямого отца проконсультироваться с врачом. |            |                                   |                   |                                        |                  |             |                   |
| 5 | 5          | «Gaijin» «Гайдзин»                | Тим Эндрю         | Рон МакГи                              | 18 октября 2021  | HAW105      | 5.35              |
| На американской земле убивают японского моряка, все улики указывают на то, что это дело связано с похожим убийством подруги жертвы в Японии. На остров тайно прибывает японский полицейский Кенто Мори, поклявшийся найти убийцу девушки и считающий, что это сделал конкретный человек. Команда Теннант привлекает инспектора Мори к расследованию убийства. Морская полиция должна найти убийцу до того, как обвинят не того человека и дело вызовет дипломатический кризис. С помощью Эбби Нельсон, которую Мори ранее обвинял в обоих преступлениях, команда разоблачает настоящего убийцу. Тем временем капитан Милиус безуспешно приглашает Джейн на свидание. |            |                                   |                   |                                        |                  |             |                   |
| 6 | 6          | «The Tourist» «Турист»            | Янзом Брауэн      | Эми Рутберг                            | 1 ноября 2021    | HAW106      | 5.07              |
| Прямо во время гавайской вечеринки была похищена звезда социальных сетей, которая вела очень популярный блог о путешествиях. Поскольку она была замужем за офицером-подводником, к делу привлекают группу Теннант. С каждым шагом выявляется всё больше странностей в поведении похищенной, а также в её блоге, к тому же позднее было найдено тело мужчины, который, как оказалось, побывал практически в тех же местах примерно в то же время. В процессе снова возникает конфликт юрисдикций с группой Уистлер. |            |                                   |                   |                                        |                  |             |                   |
| 7 | 7          | «Rescuers» «Спасатели»            | Джеймс Бэмфорд    | Якира Чемберс                          | 8 ноября 2021    | HAW107      | 5.11              |
| Убит Петти-офицер ВМФ, возлюбленный девушки-спасателя из Береговой охраны. Спасатель Трейси Миллер на днях стала знаменитой на всю страну после того, как спасла рыбака во время шторма. Но она как будто не рада своей известности. В процессе, Джейн и её группа, которые сотрудничают со спецагентом Нилом Пайком из Следственной Службы Береговой охраны (CGIS), выясняют, что, ещё будучи подростком, Трейси сдала банду из Кливленда. Теперь банда, члены которой освободились из тюрьмы и прибыли на Гавайи с материка, охотится за ней и её близкими. Тем временем, у Ника Пайка не разрешён старый конфликт с одним из спецагентов морской полиции. |            |                                   |                   |                                        |                  |             |                   |
| 8 | 8          | «Legacy» «Наследие»               | Лиза Демайн       | Ялун Ту                                | 29 ноября 2021   | HAW108      | 5.02              |
| Во время обряда благословения при возвращении земли от ВМФ коренным жителям, найдено тело эко-активистки Кэти Ластер. Джейн и команда расследуют дело и оказываются втянутыми в войну между эко-активистами и владельцем технологической компании, сражающимися за рядом расположенный участок земли. По мере выяснения обстоятельств раскрывается, что практически каждый, с кем им удалось побеседовать, что-то скрывает и недоговаривает. Капитану Миллиусу предложили перевод в Пентагон и Джейн, наконец, соглашается пойти с ним на свидание. Также выясняются некоторые подробности из прошлого Люси |            |                                   |                   |                                        |                  |             |                   |
| 9 | 9          | «Impostor» «Самозванец»           | Лорен Яконелли    | Мэтт Босак                             | 6 декабря 2021   | HAW109      | 5.16              |
| На пляже находят практически полностью разложившееся тело с пулевым отвестием в черепе. По всем признакам эти останки должны принадлежать американцу японского происхождения Кенто Ито. Проблема в том, что этого человека, вполне себе живого, собираются чествовать на 80-й годовщине памяти жертв Пёрл-Харбора. И чем больше выясняется подробностей этого дела, тем больше доказательств того, что настоящий Кенто Ито мёртв, а некто, кому недавно исполнилось 100 лет, занял его место. Джейн обращается за помощью к своей бывшей наставнице, Мэгги Шоу. Также Теннант пытается понять, достаточно ли её 10-летняя дочь взрослая, чтобы знать об ужасах войны и оскорбительных прозвищах для врага. Примечание: Этот эпизод был посвящен жертвам Перл-Харбора и выжившим, независимо от расы, национальности или этнической принадлежности. |            |                                   |                   |                                        |                  |             |                   |
| 10 | 10         | «Lost» «Потерянное»               | Тим Эндрю         | Ян Нэш                                 | 3 января 2022    | HAW110      | 4.91              |
| Команда Теннант пересекается с командой Уистлер во время расследования убийства инспектора морского порта, связанного с транспортным контейнером, заполненным контрабандным оружием. Кроме того, Теннант обсуждает арест отца друга Алекса, зная, что это заставит его друга Томми уехать к своей матери. |            |                                   |                   |                                        |                  |             |                   |
| 11 | 11         | «The Game» «Игра»                 | Джеймс Хейман     | Ноа Ивслин & Эми Рутберг               | 17 января 2022   | HAW111      | 5.01              |
| Местная полиция обращается к команде NCIS. Уничтожены улики по ранее совместному делу двух ведомств, - стерты с жестких дисков данные изобличающие наркобарона. Люси идет под прикрытием на подпольный турнир по покеру, чтобы выяснить, кто из крупных игроков стоит за преступлением. Кроме того, чувства Люси в смятении, когда бывшая девушка Уистлер приезжает в город. Люси говорит Уистлер, что она не может ей доверять. |            |                                   |                   |                                        |                  |             |                   |
| 12 | 12         | «Spies, Part 1» «Шпионы, Часть 1» | ЛеВар Бёртон      | Якира Чэмберс & Рон МакГи              | 23 января 2022   | HAW112      | 9.79              |
| Расследуя загадочную смерть инженера Военно-морского флота Джозефа Чана, члены команды морской полиции узнают, что последним человеком, с которой он встречался, и которая была похищена, была его коллега Мэгги Шоу, наставница и подруга Джейн. Кроме того, Дэвид Соло (Беула Коале), оперативный сотрудник новозеландской разведывательной службы, прибывает на Гавайи, следуя зацепке по его делу, связывающую смерть Джозефа с китайским секретным агентом по "черным операциям". |            |                                   |                   |                                        |                  |             |                   |
| 13 | 13         | «Spies, Part 2» «Шпионы, Часть 2» | Тесса Блейк       | Кристофер Силбер                       | 24 января 2022   | HAW113      | 5.41              |
| Джейн расследует похищение Мэгги, в то время как и когда узнает правду, она потрясена. Теннант привлекает свою команду и Уистлер, чтобы подтвердить свои выводы, к которым она пришла. Выясняется, что главная героиня «NCIS: Hawai'i» Джейн Теннант была завербована в NCIS Лероем Джетро Гиббсом. Воспоминания, начинающиеся с флэшбэка “15 лет назад”, повествуют о вербовке Мэгги и обучении молодой Джейн её куратором Мэгги. В последнем отрывке воспоминаний, действие которого происходит 11 лет назад, Джейн узнает, что Мэгги переводят из ближневосточного подразделения агентства на Дальний Восток, и она не возьмет с собой своего падавана. Мэгги достала визитную карточку, которую ей сразу же сунула. Это была визитка Гиббса, и написано от руки на обороте — “Правило 72: Всегда будьте открыты для новых идей” |            |                                   |                   |                                        |                  |             |                   |
| 14 | 14         | «Broken» «Сломленный»             | Норман Бакли      | Мэтт Босак & Ян Нэш                    | 28 февраля 2022  | HAW114      | 4.54              |
| В то время как Джейн допрашивают после ареста Мэгги Шоу, остальная часть команды расследует загадочный случай с морскими пехотинцами с поврежденными ушными каналами от оружия, излучающего ультразвуковые волны. Кроме того, Эрни навещает своего друга, доктора Тони Ли (Алек Мапа), чтобы выявить возможных подозреваемых, которые имели доступ к его секретному оружию. |            |                                   |                   |                                        |                  |             |                   |
| 15 | 15         | «Pirates» «Пираты»                | Тим Эндрю         | Ялун Ту                                | 7 марта 2022     | HAW115      | 5.38              |
| Днем Джесси наслаждается плаванием на яхте со своей дочерью Грейси (Хлоя Ксенджери) и с детьми из морского кружка, когда пираты внезапно захватывают их яхту, и берут в заложники всех пассажиров. Пираты нападают на Джесси, столкнув его в море, когда Джесси сумел тайно оповестить свою команду. К Нилу Пайку из Береговой охраны в его поисках в океане присоединяются Кай, Люси (с её фобией открытой воды). Цель пиратов, нанятых могущественным Виктором Руисом, - мальчик Адриан. Виктор, дед Адриана, хочет сделать его наследником своей империи, увезя того в одну из южноамериканских стран. Команде предоставляется немного времени, чтобы быстро найти заложников и спасти дочь Джесси. |            |                                   |                   |                                        |                  |             |                   |
| 16 | 16         | «Monster» «Чудовище»              | Лесли Хоуп        | Рон МакГи                              | 14 марта 2022    | HAW116      | 5.10              |
| В Питтсбурге, Пенсильвания убиты агенты ФБР, следящие за убежищем печально известного криминального авторитета Мэнса (Рон Мензел), разыскиваемого NCIS за убийство его агента. ФБР отследило звонок до закусочной на Гавайях. Кай работает под прикрытием в местном ресторане "Ho'olua", который держит шеф-повар Дженни Алика (Кейт Кобб) и её партнер Крис Полис (Аарон Абрамс), чтобы собрать информацию с кем связан Мэнс. Дженни, дочь Мэнса, в разговоре по телефону с ним мимоходом упомянула о проблемах с "инвесторами", и он решил защитить дочь кардинальным образом, убив преступников. Кроме того, Джейн обнаруживает, что Алекс держал в секрете от своей семьи, что школа на материке за бейсбольную стипендию завербовала Алекса. Отец Алекса против отъезда сына в эту школу, так как опасается, что он оторвется от своих гавайских корней на материке. |            |                                   |                   |                                        |                  |             |                   |
| 17 | 17         | «Breach» «Брешь»                  | Кристин Мур       | Якира Чэмберс                          | 21 марта 2022    | HAW117      | 5.07              |
| При инспекции дамбы спецкомандой военных моряков, произошел несчастной случай. Но когда попытка вымогателей приводит снова к сбою в работе плотины, Эрни и команде хакеров поручено быстро найти виновника, прежде чем на острове отключат всю электроэнергию и водоснабжение. Кроме того, Люси и Уистлер работают вместе, давая Уистлер шанс извиниться перед Люси и исправить их отношения. |            |                                   |                   |                                        |                  |             |                   |
| 18 | 18         | «T'N'T» «"Теннант и Торрес"»      | Лайонел Коулман   | Кристофер Силбер & Меган Бакарак       | 28 марта 2022    | HAW118      | 6.13              |
| Агенты NCIS Ник Торрес и Джессика Найт отправятся на Гавайи, когда узнают, что ключевой свидетель в одном из их старых дел оказался там с важными доказательствами. Но изначально на Гавайи был приглашен только один агент... Торресу звонит Джейн Теннант с просьбой приехать на Гавайи, когда она получает наводку по делу, над которым они когда-то работали вместе, поэтому он садится на самолёт в штат Алоха — один. Но, конечно, Ник — это Ник, команда знает, что ему нравится попадать в небольшие неприятности, поэтому Паркер отправляет Джесс, чтобы убедиться, что материалы дела доставлены туда, а также быть уверенным, что Ника не подстрелят. Теннант и Торрес выживают в катастрофе, после нападения на их автомобиль, но их свидетель Кайл Дженнингс погибает. В ходе расследования выясняется, что ЧВК "Фортресс" скрывала свою причастность к взрыву склада боеприпасов в Афганистане, и начала заметать следы охотясь на свидетелей. ЧВК украла 40 млн. долларов наличными, скрыв кражу взрывом. Усилиями членов обеих команд дело 5 -летней давности было завершено, с помощью другого свидетеля, который подделал свою смерть пять лет назад, чтобы не погибнуть самому ... И неожиданно из-за оплошности Ника, команда Теннант задается вопросом о прошлом между Теннант и Торресом. Она заинтригована тем, что возможно между Ником и Джейн были романтические отношения. Примечание: Этот эпизод завершает событие кроссовера, которое начинается в эпизоде 17 сезона 19 NCIS. |            |                                   |                   |                                        |                  |             |                   |
| 19 | 19         | «Nurture» «Заботы по воспитанию»  | Лин Одинг         | Ян Нэш                                 | 18 апреля 2022   | HAW119      | 5.09              |
| Обнаруживается тело офицера военно-морского флота, натуралиста-любителя, а эксперт говорит, что на него напало крупное животное, не являющееся эндемиком острова. Агент Службы охраны природы Мелани Доус сообщает морской полиции, что корабль с экзотическими животными не добрался до места назначения, и животное, возможно напавшее на офицера, находилось на нем. Теперь команда расследует кораблекрушение с экзотическими животными, которые угрожают местной дикой природе на Оаху, они должны выяснить, почему корабль не добрался до места. Они узнают, что их привез местный коллекционер животных. Из предоставленной им информации они узнают, что одно животное пропало без вести. Спецагенты находят пропавшее животное, и обнаруживают возможную угрозу биологической атаки местными террористами в отношении туристического бизнеса. Эрни пытается помочь Люси разобраться с её отношениями с Уистлер. Сын Теннант получил травму, которая повлияла на его способность играть в бейсбол, и возможно завершающую его карьеру, а Кай приглашает Мелани, агента службы охраны природы, на свидание. |            |                                   |                   |                                        |                  |             |                   |
| 20 | 20         | «Nightwatch» «Ночной дозор»       | Эми Рутберг       | Тауния МакКирнан                       | 2 мая 2022       | HAW120      | 5.21              |
| Кай Холман дежурит в ночную смену, когда поступает сигнал о преступлении. Моряк военно-морского флота замешан в убийстве, команда NCIS призвана работать над делом в свой выходной день. Кроме того, Люси узнает, что Уистлер отказалась от повышения в Вашингтоне, чтобы остаться на Гавайях. |            |                                   |                   |                                        |                  |             |                   |
| 21 | 21         | «Switchback» «Возвращение»        | Джимми Уитмор-мл. | Ноа Ивслин                             | 16 мая 2022      | HAW121      | 4.97              |
| Обнаружен убитый морпех Мэйсон Картрайт из охраны посольства в Маниле, на первый взгляд жертва бытовой разборки. Морская полиция ищет супружескую пару Фрилофф подозреваемую в убийстве. Кэптен Милиус возвращается на Гавайи для секретной операции по обмену заключенными. Картрайт и Фрилофф оказываются связаны с предстоящим обменом. Милиус привозит Джейн в качестве личного охранника на Филиппины, где состоится обмен русского агента Антона Брескова на американского офицера Томаса Келли. Возвращенному коммандеру Томасу Келли становится очень плохо - с пеной у рта он падает на пол в летящем самолёте. Примечание: Этот эпизод - первая часть финала сезона из двух частей. |            |                                   |                   |                                        |                  |             |                   |
| 22 | 22         | «Ohana» «Охана»                   | Тим Эндрю         | Кристофер Зильбер & Мэтт Босак         | 23 мая 2022      | HAW122      | 5.47              |
| Каптэн Милиус продолжает работать с Теннант и её командой после обмена пленными между США и восточноевропейской страной. Томас Келли и Антон Бресков умирают одинаково, их отравили, в ходе расследования команда выходит на Алекса Бабина, подпольного оружейного барона. Команда Теннант в поисках Бабина сталкивается с агентом ФСБ Алиной Никитиной, так же выслеживающей Бабина. Так же в это время кэптен Милиус и посредник Колин Макинтайр организуют тайную конференцию с русскими, что бы предотвратить глобальный конфликт мировых держав. Бабин пытается сорвать переговоры путем подрыва здания, где они идут. Но выясняется, что тайным партнером по оружейному бизнесу Бабина был Колин Макинтайр. Кроме того, Уистлер принимает совет Эрни сделать грандиозный жест в надежде вернуть Люси. По завершении расследования Теннант приглашает всех членов команды и их родных на вечеринку. Уистлер поёт для Люси красивую песню и та прощает её. Примечание: Этот эпизод завершает предыдущий эпизод второй части финала сезона из двух частей. |            |                                   |                   |                                        |                  |             |                   |

Первый эпизод 2 сезона завершает предыдущий эпизод из кроссовера (1 эпизода 20-го сезона Морской полиции: Спецотдел).

### Сезон 2 (2022—2023)
| № общий | № в сезоне | Название                                    | Режиссёр           | Автор сценария              | Дата премьеры    | Произв. код | Зрители США (млн) |
| --- | ---------- | ------------------------------------------- | ------------------ | --------------------------- | ---------------- | ----------- | ----------------- |
| 23 | 1          | «Prisoners' Dilemma» «Дилемма заключённого» | Тим Эндрю          | Ян Нэш & Кристофер Силбер   | 19 сентября 2022 | HAW201      | 5.31              |
| Команду Округа Колумбия, в гонке за опасным преступником привело на Гавайи. Объединённые общим делом команда специального агента Теннант вместе с агентами спецотдела морской полиции Ником Торресом и Джессикой Найт, охотиться за Вороном, он же Герман Максвелл и узнают о планах нападения на учения RIMPAC (The Rim of the Pacific) на Оаху, - крупнейшие в мире международные учения на море. Обе команды, раскрывают сложную преступную сеть, срывая, как очень масштабный зловещий план крупномасштабной атаки, так и план личной мести... Уистлер и Люси наслаждаются своими лесбийскими отношениями, словно молодожёны в медовый период. Примечание: Этот эпизод завершает перекрестное событие, которое начинается в 1 эпизоде 20-го сезона "Морской полиции:Спецотдел". |            |                                             |                    |                             |                  |             |                   |
| 24 | 2          | «Blind Curves» «Слепые повороты»            | Янгзом Брауен      | Мэтт Босак                  | 26 сентября 2022 | HAW202      | 4.58              |
| Когда на свалке находят останки старшего сержанта морской пехоты, команда NCIS: Гавайи расследует обстоятельства смерти и вскоре оказывается в мире нелегальных уличных гонок в надежде найти убийцу, в то время как Джейн обеспокоена поведением своего сына Алекса, а Уистлер колеблется по поводу знакомства Люси с её коллегами. |            |                                             |                    |                             |                  |             |                   |
| 25 | 3          | «Stolen Valor» «Украденная доблесть»        | Тим Эндрю          | Эми Рутберг                 | 3 октября 2022   | HAW203      | 4.91              |
| Когда офицер военно-морского флота погибает в автомобильной аварии, команда NCIS: Гавайи проводит расследование, только чтобы обнаружить, что офицер, о которой идет речь, все ещё жив, и что женщина, выдававшая себя за неё, на самом деле была самозванкой, а Уистлер вызвалась работать под прикрытием, чтобы узнать об инциденте, шаг, который в конечном итоге подвергает её большой опасности. |            |                                             |                    |                             |                  |             |                   |
| 26 | 4          | «Primal Fear» «Первобытный страх»           | Лева́р Бе́ртон       | Рон МакГи                   | октябрь 10, 2022 | HAW204      | 4.57              |
| Когда тело моряка ВМС прибивает к берегу в священном месте Капу, команда NCIS: Гавайи воссоединяется со специальным агентом береговой охраны Нилом Пайком, чтобы найти возможного серийного убийцу, орудующего на острове и буквально пугающего своих жертв до смерти, в то время как Джейн встречается с новой девушкой своего сына Алекса. |            |                                             |                    |                             |                  |             |                   |
| 27 | 5          | «Sudden Death» «Внезапная смерть»           | Тауния Маккирнан   | Ялун Ту                     | октябрь 17, 2022 | HAW205      | 4.96              |
| Во время расследования смерти моряка военно-морского флота команда NCIS: Hawaii сталкивается с безжалостной преступной организацией. |            |                                             |                    |                             |                  |             |                   |
| 28 | 6          | «Changing Tides» «Прили́вные течения»        | Лайонел Коулман    | Ноа Ивслин                  | октябрь 24, 2022 | HAW206      | 5.01              |
| Когда капрал морской пехоты умирает после воздействия фентанила, команда NCIS: Hawaii участвует в гонке, чтобы найти и изъять любые другие наркотики, прежде чем произойдет ещё больше смертельных случаев. |            |                                             |                    |                             |                  |             |                   |
| 29 | 7          | «Vanishing Act» «Акт исчезновения»          | Дайан С. Валентайн | Майк Диаз & Ян Нэш          | ноябрь 14, 2022  | HAW207      | 4.78              |
| Когда молодая женщина исчезает, оставив своего сына, команда NCIS: Гавайи ищет её, но обнаруживает, что она не та, за кого себя выдает. |            |                                             |                    |                             |                  |             |                   |
| 30 | 8          | «Curtain Call» «Выход на поклон»            | Кристин Мур        | Якира Чамберс               | ноябрь 21, 2022  | HAW208      | 4.82              |
| Когда убит офицер ВМС, который подрабатывал в общественном театре, команда NCIS: Гавайи нанимает соратника, чтобы помочь им в расследовании, которое приведет их к безжалостному международному убийце, в то время как Кай просит Уистлер помочь начать расследование в отношении одного из его друзей, который стал преступником. |            |                                             |                    |                             |                  |             |                   |
| 31 | 9          | «Desperate Measures» «Отчаянные меры»       | Кевин Берланди     | Рон МакГи                   | декабрь 5, 2022  | HAW209      | 4.52              |
| Морская полиция: команда Гавайев ищет коммандера Чейза после того, как она похищена армейским рейнджером, который подозревается в убийстве агента DEA, и команда мчится на её поиски, хотя они сталкиваются с враждебным приемом со стороны коллег убитого агента DEA, которые считают, что армейский рейнджер, о котором идет речь, виновен в совершении убийства. |            |                                             |                    |                             |                  |             |                   |
| 32 | 10         | «Deep Fake» «Глубокое прикрытие»            | Джеймс Уитмор мл.  | Кристофер Силбер            | январь 9, 2023   | HAW210      | 7.36              |
| Теннант и судмедэксперт округа Колумбия Джимми Палмер вместе с агентом Лос-Анджелеса Сэмом Ханной похищены и находятся в плену женщиной, утверждающей, что она агент ЦРУ, расследующий дело Саймона Уильямса. Тем временем ответственный агент Округа Колумбия Паркер работает с гавайским отделением, чтобы найти их пропавших товарищей по команде. У них похожая ситуация с агентом ЦРУ, который оказывается самозванцем. В конце концов команда обнаруживает, что Саймон Уильямс - это название программы информационной поддержки прикрытия ликвидаторов, ответственной за многолетние данные, и что любой, кто связан с ней, теперь находится в серьёзной опасности. Примечание: Этот эпизод - вторая часть из трех частей кроссовера вселенной NCIS. Пересечение Вселенной Морпола: Этому предшествуют эпизоды "Слишком много поваров", 10-я серия 20-го сезона Морская полиция: Спецотдел, и последующий третья часть "Давно пора" 10-я серия 14-го сезона Морская полиция: Лос-Анджелес. |            |                                             |                    |                             |                  |             |                   |
| 33 | 11         | «Rising Sun» «Восходящие солнце»            | Кристоф Шреве      | Меган Бакарак & Мэтт Босак  | январь 16, 2023  | HAW211      | 4.33              |
| Когда специальный агент Пайк попадает в засаду, работая под прикрытием с местной японской криминальной семьей, команда должна найти человека, ответственного за организацию нападений. Кроме того, Кай углубляется в свое расследование, касающееся старого друга, ставшего преступником. |            |                                             |                    |                             |                  |             |                   |
| 34 | 12         | «Shields Up» «Щиты подняты»                 | Норман Бакли       | Ян Нэш & Эми Рутберг        | январь 23, 2023  | HAW212      | 5.27              |
| Когда убивают капитана элитного спецназа морской пехоты, команда Морской полиции находит подозреваемого в действительно необычном месте. |            |                                             |                    |                             |                  |             |                   |
| 35 | 13         | «Misplaced Targets» «Неуместные цели»       | Ларри Тенг         | Ялун Ту                     | февраль 6, 2023  | HAW213      | 5.13              |
| После взрыва в лаборатории по производству метамфетамина команда морской полиции узнает, что Кай стал мишенью своего старого друга, ставшего преступником, и должна его уничтожить. Тем временем Люси получает свое первое крупное дело на борту своего авианосца. |            |                                             |                    |                             |                  |             |                   |
| 36 | 14         | «Silent Invasion» «Тихое вторжение»         | Эрик Фокс Хэйз     | Майк Диаз                   | февраль 13, 2023 | HAW214      | 5.01              |
| Команда расследует убийство капитана и его жены, их смерти аналогичны делу, которое они расследовали в прошлом. Бывший член команды привлечен к расследованию, чтобы определить, были ли убийство имитацией под прошлое дело или оно повторное. |            |                                             |                    |                             |                  |             |                   |
| 37 | 15         | «Good Samaritan» «Добрый самаритянин»       | Ларри Тенг         | Ноа Ивслин                  | февраль 27, 2023 | HAW215      | 5.12              |
| Когда дезертир ВМФ перестает скрываться, его семья становится мишенью, в результате чего команда берется её защищать. Пока команда вместе с Чарли расследуют, кто их преследует, Люси раньше срока возвращается с корабля ВМФ со своей должности агента на плаву. |            |                                             |                    |                             |                  |             |                   |
| 38 | 16         | «Family Ties» «Семейные узы»                | Кристин Мур        | Рон МакГи                   | март 13, 2023    | HAW216      | 5.15              |
| Жители проживающие по соседству с базой ВМФ, обнаруживают, что их автомобили ночью были ограблены. Команда обнаруживает по мере этого расследования подозреваемого, - это маловероятный человек, который несет ответственность за преступление. Тем временем Уистлер изо всех сил пытается разобраться со своим информатором, который отказывается сотрудничать. Кроме того, Алекс взвешивает свои варианты поступления в колледж. |            |                                             |                    |                             |                  |             |                   |
| 39 | 17         | «Money Honey» «Деньги, детка»               | Лорен Яконелли     | Меган Бакарах               | март 20, 2023    | HAW217      | 4.98              |
| В аресте опасной ценной цели с помощью необычного информатора, требуется помощь команды Теннант, и капитан ВМС Джо Милиус возвратился на Гавайи, чтобы просить команду о помощи. Тем временем Джейн и ее бывший муж Дэниел изо всех сил пытаются смириться с тем фактом, что их сына Алекса приняли в Военно-морскую академию. |            |                                             |                    |                             |                  |             |                   |
| 40 | 18         | «Bread Crumbs» «Хлебные крошки»             | Лева́р Бе́ртон       | Ян Нэш                      | апрель 10, 2023  | HAW218      | 5.02              |
| Вертолет, в котором находились Джейн и подозреваемый, которого она допрашивала, терпит крушение. Оба пилота погибли, а Джейн изо всех сил пытается выжить во враждебной среде, используя свои навыки, чтобы спасти жизни себя и других пассажиров, в то время как ее коллеги отчаянно начинают искать ее. |            |                                             |                    |                             |                  |             |                   |
| 41 | 19         | «Cabin Fever» «Лихорадка в модуле»          | Курт Джонс         | Якира Чамберс               | май 1, 2023      | HAW219      | 4.84              |
| Когда астронавт, участвующий в высокочувствительной симуляции Марса, умирает при загадочных обстоятельствах, Эрни отправляется в программу, чтобы расследовать и раскрыть правду о том, что произошло. |            |                                             |                    |                             |                  |             |                   |
| 42 | 20         | «Nightwatch Two» «Ночной дозор вдвоем»      | Тим Эндрю          | Эми Рутберг                 | май 8, 2023      | HAW220      | 4.84              |
| Команда ищет мужчину, который в странном телефонном звонке Люси признался, что совершил убийство. |            |                                             |                    |                             |                  |             |                   |
| 43 | 21         | «Past Due» «Срок истек»                     | Джимми Уитмор      | Кристофер Сильбер и Ялун Ту | май 15, 2023     | HAW221      | 4.95              |
| Когда бывший агент МИ-6 убит, Джейн понимает, что секреты ее прошлого раскрыты, и делает все возможное, чтобы выследить убийцу. |            |                                             |                    |                             |                  |             |                   |
| 44 | 22         | «Dies Irae» «День гнева»                    | Тим Эндрю          | Мэтт Босак и Ян Нэш         | май 22, 2023     | HAW221      | 5.10              |
| Когда снова появляется фигура, с которой Джейн познакомилась, когда она была сотрудником ЦРУ, она и ее коллеги обращаются за помощью в Управление специальных операций в Лос-Анджелесе, в поимке убийцы, который угрожает разрушить все, что она построила. Джейн, получает помощь от Сэма Ханны из команда OSP в Лос-Анджелесе. С принятием трудных и печальных решений команда морпола сталкивается с большими изменениями, которые им еще предстоит выяснить. |            |                                             |                    |                             |                  |             |                   |

### Сезон 3 (2024)
| № общий | № в сезоне | Название                                           | Режиссёр      | Автор сценария                                               | Дата премьеры    | Произв. код | Зрители США (млн) |
| --- | ---------- | -------------------------------------------------- | ------------- | ------------------------------------------------------------ | ---------------- | ----------- | ----------------- |
| 45 | 1          | «Run and Gun» «Беги и стреляй»                     | Тим Эндрю     | Ян Нэш & Кристофер Сильбер                                   | февраль 12, 2024 | HAW301      | 5.56              |
| Когда Джейн возвращается к работе после прохождения медицинского и психологического обследования, она и команда расследуют смерть человека и в конечном итоге обнаруживают утечку в базе данных маршала США, что означает, что список свидетелей в WITSEC раскрыт и находится в даркнете. Поскольку Сэм Ханна из OSP в Лос-Анджелесе находится на Гавайях, он помогает Джейн, - они пытаются разобраться с недавними событиями и убийством своего друга Чарли 1.(Part 1) Примечание: Сэм Ханна, упоминающий, что он был проездом по пути из Марокко во время разговора с Джейн и Кейт, подразумевает, что его появление происходит через некоторое время после событий финальной серии 14 сезона "Морской полиции: Лос-Анджелес", "Новые начинания", часть 2. |            |                                                    |               |                                                              |                  |             |                   |
| 46 | 2          | «Crash and Burn» «Разбиться и сгореть»             | Тим Эндрю     | Ян Нэш & Кристофер Сильбер                                   | февраль 19, 2024 | HAW302      | 5.22              |
| После крушения самолета для перевозки заключенных команда морской полиции должна найти заключенных, сбежавших на остров. Во время задержания Свифт поручает Сэму Ханне и Теннант найти известного российского заключенного, известного как "Химик", производителя биологического оружия.(Part 2) |            |                                                    |               |                                                              |                  |             |                   |
| 47 | 3          | «License to Thrill» «Лицензия на острые ощущения»  | Кристин Мур   | Рон МакГи & Эми Рутберг                                      | февраль 26, 2024 | HAW303      | 5.40              |
| Когда средь бела дня происходит ограбление федерального кредитного учреждения ВМС, команда обнаруживает, что ищет группу воров, жаждущих адреналина. Джейн становится все более подозрительной относительно причин, по которым Сэм прибыл на Гавайи. |            |                                                    |               |                                                              |                  |             |                   |
| 48 | 4          | «Dead on Arrival» «Мертв по прибытии»              | Ларри Тенг    | Ялун Ту & Ноа Ивслин                                         | март 4, 2024     | HAW304      | 5.40              |
| Команда расследует случай, когда пилота ВМФ находят убитым на местном военном курорте, а Люси и Кейт работают под прикрытием, чтобы найти вдохновителя преступного предприятия, которое буквально действует у всех на виду. Тем временем продолжающееся пребывание Сэма на Гавайях начинает раздражать Джесси, который начинает чувствовать себя обделенным. |            |                                                    |               |                                                              |                  |             |                   |
| 49 | 5          | «Serve and Protect» «Служить и защищать»           | Янгзом Брауен | Сюжет : Мэтт Босак Телесценарий : Фэллон О'Дауд & Мэтт Босак | март 25, 2024    | HAW305      | 4.82              |
| Команде поручено защитить дочь российского олигарха, который хранит смертельную тайну и планирует дезертировать. Тем временем Сэм просит Теннант помочь в допросе Химика на предмет местонахождений оставшегося биологического оружия. |            |                                                    |               |                                                              |                  |             |                   |
| 50 | 6          | «Operation Red Rabbit» «Операция "Красный кролик"» | Лева́р Бе́ртон  | Эми Рутберг & Майк Диаз                                      | апрель 1, 2024   | HAW306      | 4.98              |
| Когда невеста исчезнувшего морского офицера обращается за помощью к морской полиции, его секреты раскрываются и заходят гораздо глубже, чем она подозревала. Тем временем Сэм ведет Кая в спортзал на учения. |            |                                                    |               |                                                              |                  |             |                   |
| 51 | 7          | «The Next Thousand» «Следующая тысяча»             | Даниэла Руа   | Мэтт Босак & Ян Нэш & Кристофер Силбер                       | апрель 15, 2024  | HAW307      | 5.40              |
| Когда моряк погибает в лесу на Большом острове во время тренировки, команда выслеживает подозреваемого глубоко в лесу и раскрывает тревожную тайну. Джейн получает сотрясение мозга во время поиска и встречает загадочную фигуру в отдельной бревенчатой хижине. |            |                                                    |               |                                                              |                  |             |                   |
| 52 | 8          | «Into Thin Air» «Растворившись в воздухе»          | Шерман Шелтон | Рон МакГи & Меган Бакарах                                    | апрель 22, 2024  | HAW308      | 5.12              |
| Когда жену морпеха похищают с целью выкупа, команда раскрывает темные секреты разыскивая ее похитителей (которые у Сэма вызывают клоунофобию, потому что они носят маски клоунов). Тем временем Сэм просит Эрни помочь расшифровать сверхсекретную компьютерную программу, применение которой может привести к серьезным последствиям. |            |                                                    |               |                                                              |                  |             |                   |
| 53 | 9          | «Spill the Tea» «Разлитый чай»                     | Левар Бартон  | Рон МакГи & Меган Бакарах                                    | апрель 29, 2024  | HAW309      | 5.07              |
| Когда Химик убит в секретном комплексе NCIS ELITE на Гавайях, команда Джейн и команда ELITE сотрудничают и выясняют, что на сцене присутствует более смертоносная угроза. |            |                                                    |               |                                                              |                  |             |                   |
| 54 | 10         | «Divided We Conquer» «Разделенные мы побеждаем»    | Кристин Мур   | Ялун Ту & Меган Бакарах                                      | май 6, 2024      | HAW310      | 5.41              |
| В финале сериала, после засады, в результате которой погибла большая часть команды ELITE, Джейн и её команда должны выследить филиппинскую террористическую группу и узнать их цели. |            |                                                    |               |                                                              |                  |             |                   |

## Производство

### Разработка
16 февраля 2021 года стало известно, что завершаются сделки по потенциальной четвёртому сериалу франшизы франшизы NCIS под названием NCIS: Hawaii, поскольку она приближалась к прямому заказу на сериал от CBS. Также стало известно, что сериал будет создавать и продюсировать Кристофер Силбер, Ян Нэш и Мэтт Босак, а Силбер также будет шоураннером. В отличие от других сериалов франшизы, сериал не планируется начинать с бэкдор-пилота в другом сериале. Местоположение сериала также создаст потенциальные возможности для пересечения с другой гавайской драмой CBS, Magnum PI. В 2012 году, с ныне завершенным Hawaii Five-0, сестринским сериалом Magnum P. I., ранее пересекся сериал NCIS: Los Angeles. Также было объявлено, что продюсеры уже начали искать режиссёра для пилота и нанимают сценаристов.
В начале апреля 2021 года сообщалось, что сериал, как ожидается, выйдет в телевизионном сезоне 2021—2022 годов 23 апреля 2021 года CBS официально заказала сериал NCIS: Hawaii. Ларри Тэнг также был объявлен исполнительным продюсером пилотного эпизода. Босак, Нэш и Силбер написали пилотную серию сериала. Название сериала также было официально изменено на NCIS: Hawaiʻi, добавлено ʻокина, чтобы отразить официальное написание, используемое в гавайском языке. 11 октября 2021 года CBS объявила что заказала сериал на полный сезон.
3 января 2022 года было объявлено, что кроссовер родительского сериала «Морская полиция: Спецотдел» с первым сезоном спин-оффа «Морская полиция: Гавайи» состоится 28 марта 2022 года, и Уилмер Вальдеррама и Катрина Ло объявили, что едут на Гавайи для съемок. Шоураннеры обоих сериалов ранее упоминали о кроссовере, а президент CBS Entertainment Келли Каль заявила, что обсуждение кроссовера начнется после того, как «Морская полиция: Гавайи» закончит свою первую серию эпизодов. 31 марта 2022 года CBS продлил сериал на второй сезон.
Второй сезон предусматривает ещё два кроссовера, первый снова с «Морская полиция: Спецотдел», а второй как с «Морская полиция: Спецотдел.20 сезон», так и с «Морская полиция: Лос-Анджелес».
21 февраля 2023 года CBS продлил сериал на третий сезон. 
Производство сезона было отложено из-за забастовок WGA и SAG-AFTRA в Соединённых Штатах.

### Кастинг
7 апреля 2021 года сообщалось, что CBS хотела бы видеть женщину в главной роли; исполнительница в NCIS: Hawaii, будет первым главным женским персонажем франшизы. Главную женскую героиню предварительно назвали Джейн Теннант, и примерно в то же время начался кастинг на эту роль, а также других главных персонажей. 30 апреля 2021 года было объявлено, что Ванесса Лаше́ выбрана первой в актёрском ансамбле на роль Джейн Теннант. Между тем, Ясмин Аль-Бустами и Джейсон Антун также были приглашены в основной состав сериала, чтобы сыграть Люси и Эрни, соответственно. 17 мая 2021 года было объявлено, что Ноа Миллс присоединился к актёрскому составу на роль Джесси. 3 июня 2021 года Тори Андерсон и Киан Талан были выбраны в регулярный состав сериала на роли Кейт Уистлер и Алекса. 8 июня 2021 года Алекс Таррант присоединился к основному актёрскому составу в роли Кая, а на повторяющую роль был объявлен Энвер Джокай в качестве Джо Милиуса.
Бывшая звезда Hawaii Five-0 Беула Коале был приглашен в качестве приглашенной звезды в серию из двух частей. Звезды 19 сезона «Морская полиция.спецотдел» Уилмер Вальдеррама и Катрина Ло, последняя из которых также снялась в Hawaii Five-0, должны появиться в качестве своих персонажей в кроссовере с родительским сериалом. Гэри Коул и Диона Ризоновер также появятся в качестве кроссовер-персонажей из Морская полиция: Спецотдел.19 сезон.
22 мая 2023 года, после финала сериала "Морская полиция: Лос-Анджелес", было объявлено, что LL Cool J исполнит роль Сэма Ханны в качестве постоянной приглашенной звезды в третьем сезоне.

### Экранизация
Согласно планам, в этом сериале будет использоваться производственная площадка, построенная для Hawaii Five-0, который завершился в 2020 году. Ларри Тэнг будет режиссёром пилотного эпизода сериала. Съемки сериала начались в неизвестном месте на Северном берегу Оаху с традиционного гавайского благословения, 16 июня 2021 г. Спустя два дня, 18 июня, съемки проходили на объединенной базе Перл-Харбор-Хикэм. Съемки как первого, так и второго эпизодов завершились к 22 июля 2021.
25 января 2022 года и Коале, и Таррант исполнили хака на съемочной площадке офиса Морской полиции на Гавайях, чтобы почтить работу, проделанную съемочной группой во время съемок первого сезона.
Съемки первого сезона завершились 19 марта 2022 года.
3 октября 2022 года Entertainment Weekly объявила, что в производстве находится кроссовер между «Морская полиция: Лос-Анджелес» и другими сериалами франшизы NCIS «Морская полиция: Спецотдел» и «Морская полиция: Гавайи», выход которого запланирован на январь 2023 года. Ожидается, что в кроссовере примут участие звезды «Морской полиции: Лос-Анджелес» Крис О’Доннелл и ЭлЭл Кул Джей, а также Гэри Коул, Уилмер Вальдеррама и Брайан Дитцен из «Морской полиции: Спецотдел» и Ванесса Лаше, Ясмин Аль-Бустами и Ноа Миллс из «Морской полиции: Гавайи». Событие кроссовера, называемое «пересечение NCIS-verse», — это первый случай, когда все три сериала пересеклись. Кроссовер был подтвержден CBS 11 ноября 2022 года и назначен на 2 января. Показ мероприятия «NCIS: Los Angeles» временно перенесется на понедельник и станет третьей и заключительной частью кроссовера. О’Доннелл и LL Cool J появятся во всех трех частях мероприятия. Коул, Вальдеррама, Лаше и Аль-Бустами появятся в части «Морская полиция: Лос-Анджелес», которая называется «A Long Time Coming». Все семь актёров «NCIS: Los Angeles» также появятся в части «NCIS: Los Angeles».
Съемки третьего сезона начались 4 декабря 2023 года. 5 января 2024 года было объявлено, что звезда NCIS: Los Angeles Даниэла Руа будет режиссером эпизода в этом сезоне, позже выяснилось, что это 7-я серия "Следующая тысяча”. later revealed be episode 7 "The Next Thousand”.

## Релиз

Рекламный образ для анонсированного сериала NCIS: Hawaii

19 мая 2021 года CBS объявила о своем осеннем расписании вещания на телевизионный сезон 2021-22 годов, с новым сериалом по понедельникам в 10:00 вечера по восточному времени, сразу после родительского сериала «Морская полиция: Спецотдел». В тот же день был выпущен первый тизер-трейлер, в котором Лаше рассказала касательно исходных условий и своей роли в сериале. 12 июля 2021 года CBS объявила дату премьеры сериала — 20 сентября 2021 года.. Тремя днями позже, 15 июля TVLine опубликовала первые эксклюзивные рекламные фотографии из сериала. Второй тизер-трейлер был выпущен в августе 2021 года в промоакции совместно с NCIS.

## Прием
Кэролайн Фрамке из Variety дала премьере положительный отзыв и написала: "Шоу по-прежнему напоминает пьесу с «Морской полицией», военным жаргоном, эффективным диалогом, яркими тайнами и всем прочим. Если вы уже являетесь поклонником, стоит попробовать. Если нет, то в море шоу есть множество других ".